# Min (llengua)

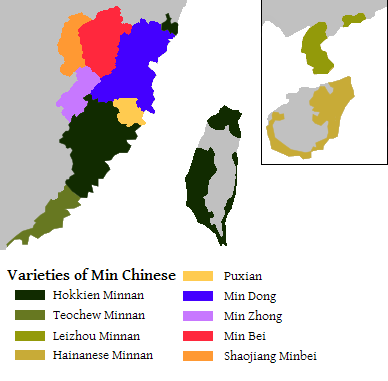
Els dialectes del min.

El min (en xinès tradicional: 閩語; en xinès simplificat: 闽语) és un ampli grup de dialectes (llengües sinítiques) parlats per uns 70 milions de persones al sud-est de la Xina: principalment a la província de Fujian, i també per grups emigrats a Guangdong, Hainan, Zhejiang, Jiangsu i Taiwan. El nom ve del riu Min, el més important de Fujian.
Tradicionalment, es solia dividir el grup min en els dialectes 'minbei' (min del nord) i 'min nan' (min del sud), si bé avui és comú considerar alguns altres dialectes del min al mateix nivell que els dos anteriors, i no com a subdialectes d'aquells: el 'min dong' (min de l'est), el 'min zhong' (min del centre), i el 'puxian' (parlat a la ciutat de Putian i al comtat de Xianyou). El min del sud és el més estès a la diàspora xinesa al sud-est asiàtic.
Hi ha molts parlants de min a la diàspora xinesa al Sud-est asiàtic i també a Nova York. El dialecte min més parlat fora de Fujian ("la província min") és el 'hokkien', que inclou la parla de Taiwan i la d'Amoy. D'altra banda, el dialecte 'min dong', parlat al nord-est de Fujian, és considerat l'estàndard de la llengua min.

## Història
La regió d'origen de les llengües mǐn, la província de Fújiàn i el nord-est de la província de Guăndōng, històricament van ser regions perifèriques de l'imperi xinès; l'absència de rius importants i el terreny muntanyenc van mantenir relativament aïllada la regió. Per aquesta raó no és sorprenent que en aquesta regió es desenvolupessin llengües sinítiques independents de la resta.
El nom mǐn correspon al nom d'un regne antic situat al'actual província de Fujian. Per això, el caràcter 闽/閩 s'utilitza avui dia com a abreviatura del nom d'aquesta província (a les matrícules dels cotxes, per exemple). Un nom alternatiu del dialecte, en escriptura llatina, és Hokkien (pròpiament mǐn meridional), que correspon a la transcripció del nom Fujian segons la pronunciació mǐn. El nom Hokkien s'utilitza molt a Singapur, on el mǐn del sud és el dialecte xinès més estès.

## Classificació
Les varietats dialectals mǐn constitueixen una branca de la família lingüística sinítica. A diferència de la resta de grups dialectals xinesos que semblen ser descendents del xinès antic, el proto-mǐn seria una llengua germana del xinès antic, no un descendent directe d'aquest.
Encara que els autors xinesos prefereixen parlar de dialectes (方言, fāngyán) en referir-se a les varietats sinítiques parlades, la intel·ligibilitat mútua entre aquestes és pràcticament nul·la pel que molts lingüistes consideren el "xinès" una família de llengües, i no una llengua única.
El mǐn és el quart dialecte, en aquest sentit ampli, més parlat del xinès després del mandarí, el wu i el cantonès. Té al voltant de 60 milions de parlants, principalment a la província de Fujian i a Taiwan. A la forma de mǐn del sud parlada a Taiwan se'n diu a vegades taiwanès, encara que a penes difereix del mǐn del sud parlat en la zona de Xiamen, al sud de Fujian.
El mǐn és també el dialecte xinès més parlat entre les comunitats xineses del Sud-est asiàtic, sobretot a Singapur i Malàisia. També, a causa de l'emigració des de Fujian, és el dialecte més estès a l'illa de Hainan, on se l'anomenan Haianès. Aquests dialectes presenten canvis dràstics a les consonants inicials, incloent una sèrie de consonants implosives, que s'han atribuït al contacte amb les idiomes tai-kadai parlats a l'illa.
Les varietats costaneres presenten un vocabulari Min exclusiu, inclosos pronoms i negatius. Tots menys els dialectes de Hainan tenen sistemes complexos de ton sandhi.

### Classificació interna
Respecte a les varietats específicament mǐn existeixen importants diferències. Tradicionalment s'ha considerat que existeixen dos blocs dialectals que són pràcticament inintel·ligibles entre si:
- El mǐn nán (闽南语 / 閩南語, mǐnnán yǔ, "llengua mǐn meridional").
- El mǐn běi (闽北语 / 閩北語, mǐnběi yǔ, "llengua mǐn septentrional").

A vegades el mǐn del nord es subdivideix en quatre varietats: mǐn del nord (estricte), mǐn de l'est, mǐn central i dialecte de Puxian.
No obstant això, altres autors com a Pa Maoding (1963), consideren que la divisió primària es dona entre mǐn oriental i mǐn occidental. Aquesta reclassificació es va basar en enquestes lingüístiques a la província de Fujian. Diverses isoglosses afavoreixen la distinció oriental i occidental (el diferent tractament de les nasals del proto-min i les dues varietats de /l/ del proto-min).

### Varietats

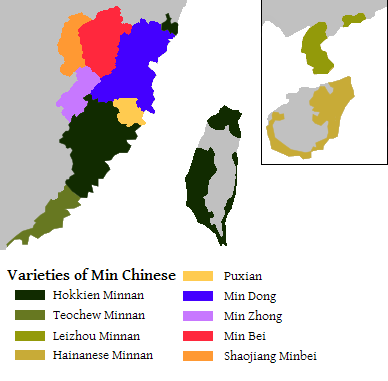
Mapa amb els dialectes del mǐn.

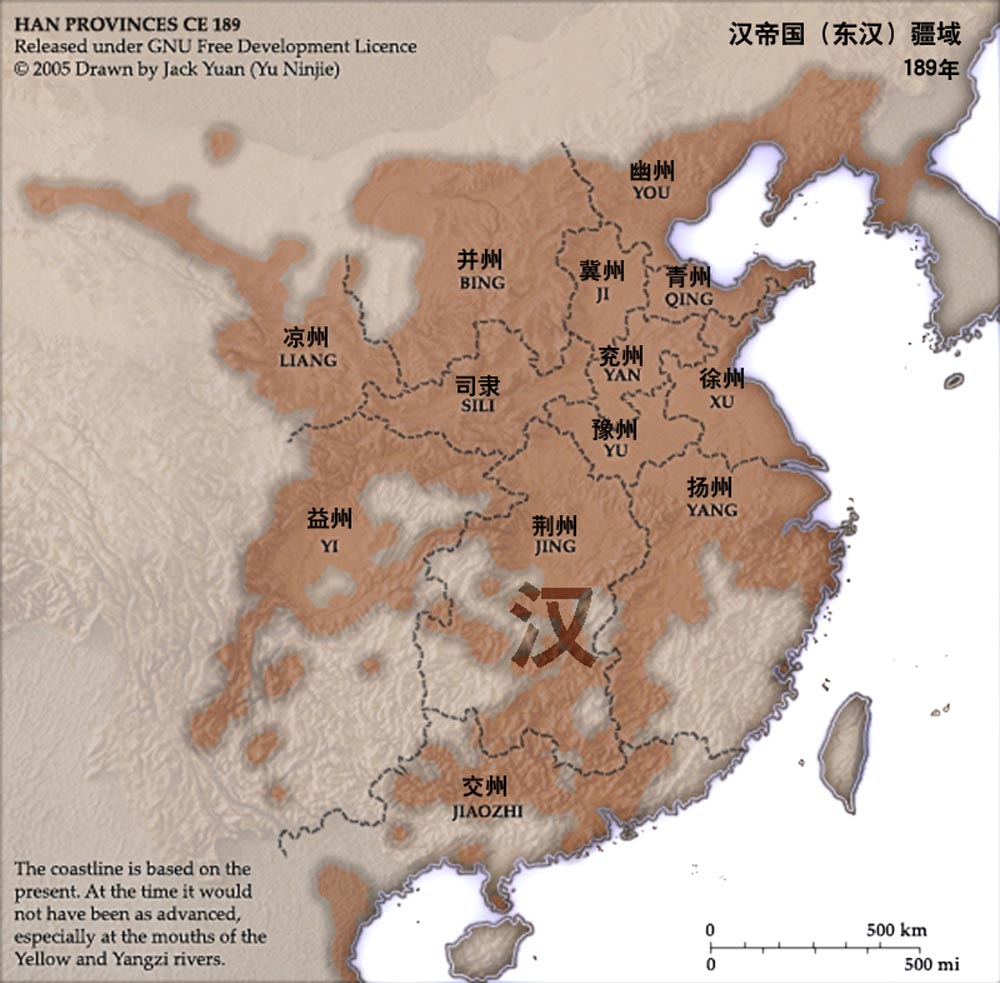
Extensió del territori controlat per la dinastia Han cap al 190 d. C. Com pot apreciar-se la penetració en el domini lingüístic del xinès min és molt petita.

|  | \| \| Min bei \| \| \| \| \| \| Shaojiang mǐn bei \| \| \| \| |
|  |                                                               |
|  | Mindong                                                       |
|  |                                                               |
|  | Minzhong                                                      |
|  |                                                               |
|  | Puxian                                                        |
|  |                                                               |
|  | Min bei                                                       |
|  |                                                               |
|  | Shaojiang mǐn bei                                             |
|  |                                                               |

|  | Min bei           |
|  |                   |
|  | Shaojiang mǐn bei |
|  |                   |

|  | Amoy             |
|  |                  |
|  | Hoklo (taiwanés) |
|  |                  |

|  | Leizhou             |
|  |                     |
|  | Hainanés (Qiongwen) |
|  |                     |

|  | Amoy             |
|  |                  |
|  | Hoklo (taiwanés) |
|  |                  |

|  | Leizhou             |
|  |                     |
|  | Hainanés (Qiongwen) |
|  |                     |

|  | \| \| Min bei \| \| \| \| \| \| Shaojiang mǐn bei \| \| \| \| |
|  |                                                               |
|  | Mindong                                                       |
|  |                                                               |
|  | Minzhong                                                      |
|  |                                                               |
|  | Puxian                                                        |
|  |                                                               |
|  | Min bei                                                       |
|  |                                                               |
|  | Shaojiang mǐn bei                                             |
|  |                                                               |

|  | Min bei           |
|  |                   |
|  | Shaojiang mǐn bei |
|  |                   |

|  | Amoy             |
|  |                  |
|  | Hoklo (taiwanés) |
|  |                  |

|  | Leizhou             |
|  |                     |
|  | Hainanés (Qiongwen) |
|  |                     |

|  | Amoy             |
|  |                  |
|  | Hoklo (taiwanés) |
|  |                  |

|  | Leizhou             |
|  |                     |
|  | Hainanés (Qiongwen) |
|  |                     |

## Descripció lingüística
L'aïllament de la regió mǐn va fer que les varietats mǐn desenvolupessin característiques pròpies no compartides amb la resta de llengües sinítiques. Les varietats mǐn retenen un nombre important d'arcaismes, entre ells alguns que no es troben en altres llengües sinítiques, al mateix temps que van desenvolupar un conjunt complet d'innovacions que van apartar encara més de la resta de llengües sinítiques. Encara que el difícil de les comunicacions del territori no sols va aïllar la regió de la resta de territoris històrics de la Xina sinó que també va conduir a una gran diversitat interna.

### Fonologia
Les varietats mǐn conserven certs arcaismes i retenen alguns trets del proto-sinític que s'han perdut en altres varietats de xinès. Per exemple només en la varietats mǐn tenen tant oclusives aspirades o no aspirades enfront de tons baixos (tons yáng) mostrant correspondències regulars amb la resta de varietats del grup. Per aquesta raó les llengües mǐn són importants per a reconstruir la fonologia del proto-sinític.
Les varietats mǐn també mostren correspondències en les nasals que suggereixen que certes nasals inicials mostraven diferències perdudes en altres llengües sinítiques, que són reflectides sistemàticament en els cognats entre llengües mǐn. Igualment el proto-mǐn tenia diferències entre l i * lh. Per totes aquestes raons les varietats mǐn són importants per al coneixement precís dels desenvolupaments històrics dins de la família sinítica.

### Gramàtica
Els pronoms personals i díctics difereixen entre les diferents varietats mǐn el següent quadre resumeix les formes per a diferents varietats:
|            | Chino medio | Fúān | Fúzhōu | Jiànyáng | Chóngān | Yŏngān | Xiàmén | Jiēyáng | Jiànōu | Shaòwŭ | Jiānglè |
| ---------- | ----------- | ---- | ------ | -------- | ------- | ------ | ------ | ------- | ------ | ------ | ------- |
| 'jo'       |             | ŋo3  | ŋuai3  | ŋue⁹     | ŋuai1   | ŋuo1   | gua3   | ua3     | uɛ4    | haŋ3   | ŋai⁹    |
| 'tu'       |             | ni3  | ny3    | noi⁹     | nei1    | ŋi1    | li3    | lɯ3     | ni4    | hien3  | ne⁹     |
| 'ell/ella' |             | i1   | i1     | ky2      | hou1    | ŋy1    | i1     | i1      | ky4    | hu3    | ky3     |
| 'aquest'   |             | ʦa-  | ʦi-    | i7       | i7      | ʧo3    | ʦit7   | ʦek7    | ioŋ7   | ʧoŋ7   | ʧia3    |
| 'aquell'   |             | ha-  | hi-    | u7       | u7      | uo3    | hit7   | hek7    | u7     | oŋ7    | va⁹     |

### Comparació lèxica
Les diferències entre les llengües mǐn i la resta de varietats sinítiques pot il·lustrar-se adequadament comparant formes fonològiques del xinès mitjà amb les seves corresponents formes pronunciades en llengües mǐn:
|             | Xinès mitjà | Fúzhōu | Xiàmén | Jiànyáng | Yŏgān | Shaòwŭ | Jiānglè |
| ----------- | ----------- | ------ | ------ | -------- | ----- | ------ | ------- |
| peülla      | diei        | te2    | tue2   | tau2     | te2   |        |         |
| germà menor | diei:       | tie6   | ti6    | tie5     | te4   |        |         |
| mongeta     | dəu-        | tau6   | tau6   | teu6     | tø6   |        |         |
| trencar     | duân:       | touŋ3  | tŋ6    | tuŋ5     | tŭm5  |        |         |
| plorar      | diei        | thie2  | thi2   | hie2     | the2  |        |         |
| apilar      | diep        | thak8  | tha?8  | ha8      | thɔ4  |        |         |
| cap         | dəu         | thau2  | thau2  | heu2     | thø2  |        |         |
| bossa       | dâi-        | toi6   | te6    | lui6     | tue5  |        |         |
| coll        | dəu-        | tau6   | tau6   | lo6      | ___   |        |         |
| verí        | duok        | tøik8  | tak8   | lo8      | tau4  |        |         |
| coure       | dung        | tøiŋ2  | taŋ2   | loŋ2     | tãɯ2  |        |         |
|             |             |        |        |          |       |        |         |
| sucre       | dâng        | thouŋ2 | thŋ2   | hɔŋ2     | tham5 | thoŋ7  | thoŋ7   |
| llarg       | ɖjang       | touŋ2  |        | lɔŋ2     |       | thoŋ2  | thoŋ2   |
| xaman       | ___         | tøiŋ2  |        | loŋ9     |       | thuŋ2  | thuŋ2   |
| insecte     | ɖjung       | thøiŋ2 |        | hoŋ9     |       | thuŋ7  | thuŋ9   |
| residir     | ɖjo-        | tiu6   |        | tiu6     |       | thy6   | thy6    |
| arbre       | źju-        | ʦhiu6  |        | ʦhiu6    |       | ʧhy5   | ʧhy5    |
| prim        | bâk         | poʔ8   |        | vɔ8      |       | pho6   | pho8    |
| calamarsa   | båk         | phøik8 |        | pho8     |       | phau7  | phio5   |
|             |             |        |        |          |       |        |         |
| avivar      | muâ         | muai2  |        | moi6     |       | məi2   | mai2    |
| cànem       | dt.         | muai2  |        | moi6     |       | məi7   | mai9    |
| admetre     | ńźjen-      | neiŋ6  |        | noiŋ6    |       | nin6   | ŋiŋ6    |
| permetre    | ńźjang-     | nioŋ6  |        | nioŋ6    |       | nioŋ5  | ŋioŋ5   |
| lluna       | ngjwɐt      | ŋuok8  |        | ŋye8     |       | ye6    | ŋø8     |
| carn        | ńźjuk       | nyk8   |        | ny8      |       | ny7    | ŋy5     |
|             |             |        |        |          |       |        |         |
| bambú       | ʈjuk        | tøik7  | tek7   | ty7      | ty7   | ty7    | ty9     |
| volta       | ʈjwän:      | tioŋ3  | tŋ3    | lyeŋ3    | tẽ3   | thien3 | thøn9   |
| escuradents | ɖjwo-       | tøi6   | ti6    | ty6      | ty6   | thy6   | thy6    |

Pot veure's que la /d/ del xinès mitjà té tres correspondències regulars diferents en mǐn que no poden explicar-se per una evolució condicionada. Això demostra que en realitat en xinès mitjà i en la resta de varietats s'han confós tres fonemes independents /*d1, *d2, *d3/ en /d/. Per aquesta raó el xinès mǐn és important per a reconstruir el proto-sinític. Això mostra el valor comparatiu del xinès mǐn i l'arcaisme d'aquestes varietats.
| PROTO- SINÍTIC | Chino medio | Fúzhōu | Xiàmén | Jiànyáng | Yŏgān | PROTO- MINBEI | PROTO- MINNAN |
| -------------- | ----------- | ------ | ------ | -------- | ----- | ------------- | ------------- |
| *d1            | d           | t      | t      | t        | t     | *t1           | *t            |
| *d₂            | d           | t      | t      | l        | t     | *t₂           | *t            |
| *d₃            | d           | th     | th     | h        | th    | *th           | *th           |

Les varietats de Shaòwŭ i Jiānglè refkehan la diferència anterior entre les alveolars/dentals de mostrant diferents desenvolupaments tonals, com s'aprecia en la segona part de la taula de cognats. La tercera part de la taula també mostra l'arcaisme dels dialectes de Shaòwŭ i Jiānglè també conserven distincions en les nasals que s'han perdut en xinès mitjà. Aquestes diferències es remuntarien al proto-min i presumiblement necessiten ser reconstruïdes per al proto-sinític.
Finalment els dialectes min tenen dentals en cognats del xinès mitjà amb retroflexes (en altres variants de xinès les retroflexes del xinès mitjà han evolucionat a africades: xinès mitjà ʈjuk > Pequín zhú, Ch.M. ʈjwän > P. zhuăn i Ch.M. ɖjwo > P. zhù)

### Numerals comparats
Els numerals en diferents varietats de xinès min són:
| GLOSA | Min bei | Min bei          | Min bei            | Min bei | Min nan | Min nan | Min nan     | PROTO- MIN |
| GLOSA | Jian'ou | Fuzhou (Mindong) | Yong'an (Minzhong) | Puxian  | Hokkien | Youxi   | Shun- Chang | PROTO- MIN |
| ----- | ------- | ---------------- | ------------------ | ------- | ------- | ------- | ----------- | ---------- |
| '1'   | tsi42   | suɔ4             | i13                | ɬoʔ4    | tsit53  | ie24    | i11         | *tsit42    |
| '2'   | niɔŋ42  | laŋ242           | ŋi35               | nŋ11    | lŋ33    | ne42    | ŋi53        | *ŋi42      |
| '3'   | saŋ41   | saŋ44            | sõ52               | ɬɒ̃533   | sã55    | sã33    | sɔ̃55        | *saŋ44     |
| '4'   | si33    | sɛi213           | si35               | ɬi41    | si21    | sje51   | si35        | *si35      |
| '5'   | ŋu42    | ŋou242           | ŋu21               | ŋou11   | gɔ33    | ŋu42    | ŋ31         | *ŋu42      |
| '6'   | ly42    | løyʔ4            | ly54               | laʔ4    | lak53   | luo33   | lyʔ5        | *ljok5     |
| '7'   | tsʰi24  | tsʰɛiʔ23         | tsʰi13             | tsʰiʔ21 | tsʰit21 | tsʰje24 | tsʰi11      | *tsʰit24   |
| '8'   | pai21   | paiʔ23           | pa13               | pe11    | pueʔ21  | pi24    | pa11        | *paiʔ23    |
| '9'   | kiu24   | kau31            | kjau21             | kau453  | kau53   | kau55   | kiu31       | *kjau31    |
| '10'  | si54    | sɛiʔ4            | sɿ54               | ɬe24    | tsap53  | sa33    | ʃiʔ5        | *sip53     |

## Sistema d'escriptura
Quan s'utilitzen caràcters xinesos per escriure una forma fora del mandarí, una pràctica habitual és utilitzar caràcters que corresponguin etimològicament a les paraules que es representen, i per a paraules sense etimologia evident, inventar nous caràcters o agafar-ne en préstec. so o significat. El Cantonès escrit ha dut a terme aquest procés fins al punt més llunyà de qualsevol varietat no mandarina, fins al punt que el vernacle cantonès pur es pot escriure sense ambigüitats amb caràcters xinesos. Contràriament a la creença popular, un vernacle escrit d'aquesta manera no és en general comprensible per a un parlant mandarí, a causa dels canvis significatius en la gramàtica i el vocabulari i l'ús necessari d'un gran nombre de caràcters no mandarins.
Per a la majoria de varietats Min, no s'ha produït un procés similar. Per a Hokkien, existeixen sistemes competitius. Atès que Min combina el xinès de diversos períodes diferents i conté un vocabulari de substrat no xinès, un autor alfabetitzat en mandarí (o fins i tot en xinès clàssic) pot tenir problemes per trobar els caràcters xinesos adequats per a algun vocabulari min. En el cas del Taiwanès, també hi ha paraules indígenes manllevades de les llengües formosanes (sobretot per als topònims), així com un nombre substancial de paraules prestades del japonès. El min parlat a Singapur i Malàisia s'ha manllevat molt del malai i, en menor mesura, de l'anglès i altres idiomes. El resultat és que adaptar els caràcters xinesos per escriure Min requereix un esforç substancial per triar caràcters per a una part important del vocabulari.
Altres enfocaments per escriure Min es basen en la romanització o en sistemes fonètics com els Símbols fonètics taiwanesos. Alguns parlants de min utilitzen la romanització de l'Església ((xinès)). Per a Hokkien la romanització s'anomena Pe̍h-ōe-jī (POJ) i per al dialecte de Fuzhou es diu Foochow romanitzat (Bàng-uâ-cê, BUC). Tots dos sistemes van ser creats per missioners estrangers al segle XIX. Hi ha algunes publicacions poc habituals que utilitzen escriptura mixta, amb caràcters majoritàriament xinesos però que utilitzen l'alfabet llatí per representar paraules que no es poden representar fàcilment amb caràcters xinesos.